# Biotopo Lagabrun
Il Biotopo Lagabrun è un'area naturale protetta del Trentino-Alto Adige istituita nel 1994.
Occupa una superficie di circa 4,5 ha nel comune di Cembra Lisignago, nella Provincia autonoma di Trento.

## Storia
Il Lagabrun è una torbiera situata nei boschi a monte del paese di Cembra, sul confine con il comune di Giovo, posta in una conca di materiale morenico incassata nella piattaforma porfirica atesina. Nella conca, di origine esaratica si è depositata acqua da ruscelli e sorgenti circostanti, il territorio si è via via impaludato dando origine all'odierna torbiera.

## Descrizione
Il biotopo consiste principalmente da prati umidi e palustri, con alcuni residui di vegetazione tipica delle torbiere di transizione; la torbiera è in gran parte occupata dalla cannuccia di palude (Phragmites australis) che, dalla seconda metà del Novecento, ha invaso gran parte del biotopo soffocando altre piante più tipiche delle torbiere; nei boschi circostanti crescono parecchi ontani neri (Alnus glutinosa).
Nella torbiera si rinvengono anche diverse specie di vertebrati e soprattutto di invertebrati, questi ultimi molto numerosi e in alcuni casi si tratta di specie rare per l'Italia; in particolare, vi si trova l'Agabus lagabrunensis, un coleottero ditiscide.